# 707 Steina
707 Steina је астероид главног астероидног појаса са средњом удаљеношћу од Сунца која износи 2,180 астрономских јединица (АЈ).
Апсолутна магнитуда астероида је 12,2 а геометријски албедо 0,172.